# Gorzyce (gmina w województwie śląskim)

Dawny herb gminy, odrzucony przez Komisję Heraldyczną

Gorzyce – gmina wiejska w Polsce położona w województwie śląskim, w powiecie wodzisławskim. W latach 1975–1998 gmina administracyjnie należała do województwa katowickiego.
Siedziba gminy to Gorzyce.
Według danych z 31 grudnia 2015 gminę zamieszkiwało 20 866 osób. Natomiast według danych z 31 grudnia 2017 roku gminę zamieszkiwało 21100 osób.

## Historia
Najstarsze ślady osadnictwa na terenie dzisiejszej gminy Gorzyce pochodzą z epoki kamienia (mezolitu i neolitu). Również liczne późniejsze znaleziska świadczą o pradawnym osadnictwie w regionie Gorzyc. Związane jest to niewątpliwie z bliskością Bramy Morawskiej, miejsca przez które od pradawnych czasów dokonywała się ekspansja ludności na północ. Również najstarsze zachowane wzmianki o istniejących skupiskach ludności świadczą o gęstej jak na owe czasy sieci osadniczej.
Większość wsi z terenu obecnej gminy Gorzyce wzmiankowanych jest już w połowie XIII wieku. Są to osady ujęte w wykazie miejscowości płacących dziesięcinę w kolegiacie Krzyża Świętego w Opolu. Do miejscowości tych należały: Bełsznica, Bluszczów, Odra, Olza i Kamień. Część wsi płaciła dziesięcinę w kolegiacie w Tyńcu (Gorzyce, Uchylsko). Nie znaczy to, że pozostałe wsie w tym czasie jeszcze nie istniały. Przeprowadzone przez Ludwika Musioła analizy źródłowe podają przykład Rogowa, niewspomnianego w ww. wykazach, a prawdopodobnie istniejącego już w XIII wieku.
Teren obecnej gminy Gorzyce początkowo związany był z księstwem raciborskim i jego historią. Większość z nich poprzez nadania książęce stała się własnością prywatną-rycerską, przechodzącą szybko z rąk do rąk. W XIV, XV i XVI wieku część ziem księstwa raciborskiego została wydzielona uzyskując samodzielność. I tak do ziem wodzisławskiego państwa stanowego należały: Czyżowice, Turza, Gorzyczki, Uchylsko (w 1532 również Gorzyce). Do państwa bogumińskiego należały: Gorzyce, Olza, Odra, Bełsznica; do ziem księstwa raciborskiego: Rogów, Kamień, Bluszczów.
Wśród znaczniejszych właścicieli opisywanych terenów wymienić należy rodzinę Fragstein, Larisch (właściciele Gorzyczek, Rogowa), Arco (Gorzyce) czy Henckel von Donnersmarck. W 1741 roku przeprowadzony został nowy podział na powiaty. Wówczas ziemię wodzisławską i bogumińską włączono do powiatu pszczyńskiego, pozostałe do raciborskiego. W 1816 roku utworzono powiat rybnicki w skład którego weszły: Czyżowice i Turza. Gorzyce, Gorzyczki, Uchylsko i Olza weszły w skład powiatu raciborskiego. W 1922 r. do powiatu rybnickiego przyłączono Gorzyce, Gorzyczki, Uchylsko, Rogów, Bełsznicę, Bluszczów, Kamień, Odrę i Olzę. W 1954 r. miejscowości te znalazły się w powiecie wodzisławskim.
Na terenie wsi Olza znajduje się Kolonia Olecka (potocznie nazywana „familokami”), składająca się z zabytkowych domów mieszkalnych z początku XX wieku. Wszystkie obiekty wzniesiono z czerwonej cegły i nakryto czerwoną dachówką. Dwukondygnacyjne budynki rozlokowano symetrycznie do  siebie, nadając osiedlu plac zbliżony do litery „T”.  Budynek przy ul. Dworcowej 100 wyburzono po II wojnie światowej, a budynek przy ul. Dworcowej 96 został rozebrany po pożarze w 2016 roku.
W 1972 roku utworzona została gmina Gorzyce w powiecie wodzisławskim. Od 1 stycznia 1999 roku gmina jest częścią województwa śląskiego i powiatu wodzisławskiego.

## Struktura powierzchni
Według danych z roku 2010 gmina Gorzyce ma obszar 64,47 km², w tym:
- użytki rolne: 65%
- użytki leśne: 13%

Gmina stanowi 22,47% powierzchni powiatu.

## Geografia
Gmina Gorzyce znajduje się na skraju Doliny Nadodrzańskiej i Wyżyny Śląskiej. Na zachodzie granicę gminy wyznacza Odra, na południu od Czech oddziela ją Olza. Teren gminy jest zróżnicowany pod względem wysokości terenu. Występują tereny nizinne w pobliżu rzek Odry i Olzy oraz tereny pagórkowate w rejonie północno-wschodnim. Średnia wysokość terenu wynosi ok. 260–280 m n.p.m. Na południu gminy na granicy Olzy i Uchylska znajduje się kilka jezior połączonych groblami. Spośród terenów leśnych gminy największe występują na pograniczu Czyżowic i Rogowa, tzw. Rogowski las.

### Rzeki
- Odra
- Olza
- Lesznica

## Transport

### Drogi
Przez gminę biegnie droga krajowa nr 78, która w kierunku południowym prowadzi do Chałupek, natomiast w kierunku północnym biegnie w kierunku Wodzisławia Śląskiego, Rybnika i Gliwic.
Na terenie gminy, w Gorzyczkach kończy się autostrada A1, tamże znajduje się też węzeł autostradowy Gorzyce.

### Kolej
Na terenie gminy znajduje się linia kolejowa nr 158 Rybnik Towarowy – Chałupki, z przystankami osobowymi w Czyżowicach i Bełsznicy oraz stacją kolejową w Olzie z których odjeżdżają pociągi Kolei Śląskich.
Istniała również linia kolejowa nr 159, której fragment przebiegał przez Turzę Śląską, gdzie znajdowała się stacja. W 1997 roku zawieszono na tej linii przewozy pasażerskie, a w 1999 towarowe.

## Demografia

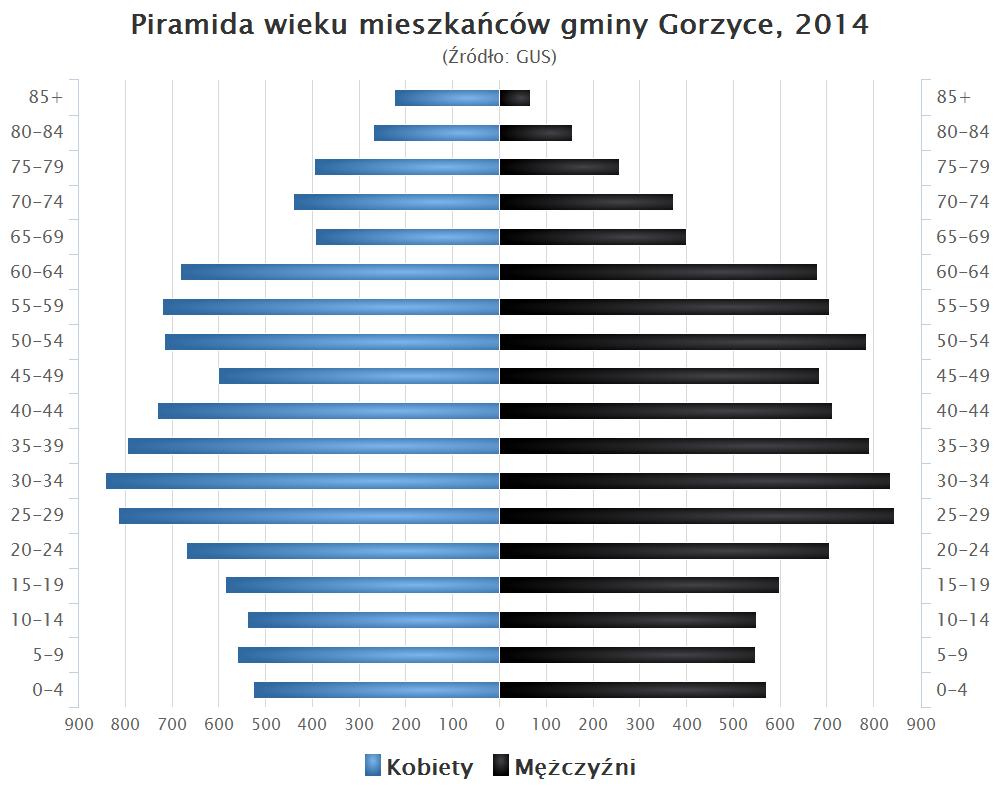
Piramida wieku mieszkańców gminy Gorzyce w 2014 roku

Dane z 31 grudnia 2010:
| Opis                              | Ogółem | Ogółem | Kobiety | Kobiety | Mężczyźni | Mężczyźni |
| --------------------------------- | ------ | ------ | ------- | ------- | --------- | --------- |
| Jednostka                         | osób   | %      | osób    | %       | osób      | %         |
| Populacja                         | 20 119 | 100    | 10 236  | 50,9    | 9 883     | 49,1      |
| Gęstość zaludnienia [mieszk./km²] | 312,1  | 312,1  | 158,8   | 158,8   | 153,3     | 153,3     |

## Miejscowości w gminie
- Gorzyce
- Czyżowice
- Turza Śląska
- Rogów
- Bełsznica
- Gorzyczki
- Uchylsko
- Osiny
- Bluszczów
- Olza
- Odra
- Kolonia Fryderyk

Nieistniejące:
- Kamień nad Odrą

## Sąsiednie gminy
Godów, Krzyżanowice, Lubomia, Wodzisław Śląski. Gmina sąsiaduje z Czechami.